# Barbaira
Barbaira – miejscowość i gmina we Francji, w regionie Oksytania, w departamencie Aude. Przez gminę przepływa rzeka Aude. 
Według danych na rok 1990 gminę zamieszkiwały 474 osoby, a gęstość zaludnienia wynosiła 50 osób/km² (wśród 1545 gmin Langwedocji-Roussillon Barbaira plasuje się na 528. miejscu pod względem liczby ludności, natomiast pod względem powierzchni na miejscu 780.).

## Zabytki
Zabytki w Barbaira posiadające status Monument historique:
- Zamek Miramont
- Kościół Saint-Julien